# Coli Saco
Coli Saco (* 15. Mai 2002 in Créteil, Frankreich) ist ein malisch-französischer Fußballspieler.

## Karriere

### Verein
Nachdem er in seiner Jugend unter anderem für CSM Bounneil gespielt hatte, war er bis Juni 2018 für die U17 von Le Havre AC aktiv. Ab September 2018 schloss er sich der U19 des FC Sochaux an. Im Oktober 2020 folgte sein Wechsel in die U19-Mannschaft des AC Mailand, er blieb dort jedoch nur bis Sommer 2021, da sein Vertrag nicht verlängert wurde. Ein paar Monate später erhielt er in der U-Mannschaft des SSC Neapel eine neue Heimat. Von dort folgten Leihen in die Serie C zum FC Pro Vercelli und zur US Ancona 1905, sowie in die Serie B zur SSC Bari.

### Nationalmannschaft
Im Sommer 2023 nahm er mit der malischen U23 am Afrika-Cup 2023 teil. Dort kam er in allen fünf Partien seiner Mannschaft zum Einsatz und erreichte mit dieser den dritten Platz, womit sie sich für das Turnier der Olympischen Spiele 2024 in Paris qualifizierte.